# Ulysse Butin

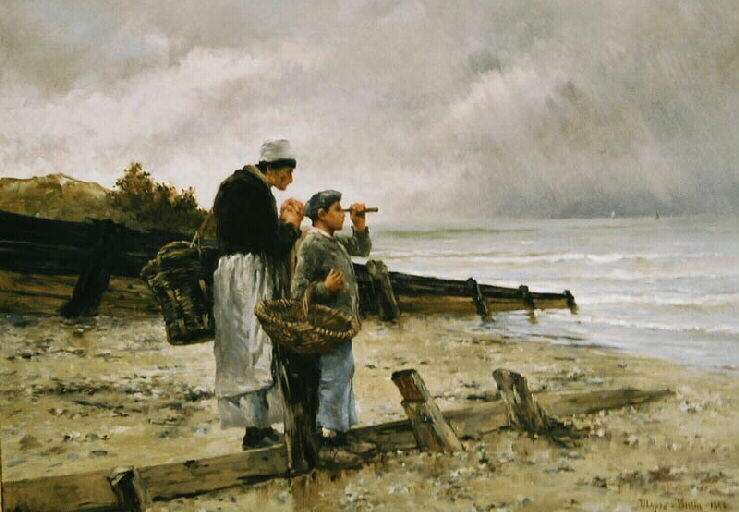
Na plaży

Ulysse Louis Auguste Butin (ur. 15 maja 1838 w Saint-Quentin, zm. 9 grudnia 1883 w Paryżu) – francuski malarz, rysownik i dekorator.
Uczeń François-Édouarda Picota i Isidore’a Pilsa. Wystawiał w paryskim Salonie, był dwukrotnie wyróżniany medalami w 1875 i 1878. Kawaler Legii Honorowej.
Malował realistyczne sceny z życia rybaków i nadmorskie pejzaże. Brał udział w dekorowaniu Opery Garnier wykonując alegorię w Galerie du Glacier. Jego prace znajdują się kolekcjach publicznych w Lille, Pau i San Francisco.